# Roemeens voetbalkampioenschap 1932/33
1932/33 was het eerste seizoen van de Divizia A, de moderne competitie en het 21ste Roemeense landskampioenschap. Voor het eerst kon gedegradeerd worden.
De veertien deelnemende clubs werden in 2 groepen van 7 verdeeld en speelden een volledige competitie. De twee groepswinnaars speelden tegen elkaar om de titel.

## Eindstand

### Groep 1
| Plaats | Team               | Wed. | W  | G | V | Doelpunten | Verschil | Ptn |
| ------ | ------------------ | ---- | -- | - | - | ---------- | -------- | --- |
| 1      | Ripensia Timișoara | 12   | 10 | 0 | 2 | 49 : 10    | +39      | 20  |
| 2      | CFR Boekarest      | 12   | 8  | 1 | 3 | 34 : 15    | +19      | 17  |
| 3      | Crișana Oradea     | 12   | 7  | 1 | 4 | 22 : 22    | ±0       | 15  |
| 4      | Gloria CFR Arad    | 12   | 6  | 1 | 5 | 21 : 20    | +01      | 13  |
| 5      | Tricolor Ploiești  | 12   | 3  | 3 | 6 | 12 : 27    | −15      | 9   |
| 6      | România Cluj       | 12   | 2  | 2 | 8 | 11 : 25    | −14      | 6   |
| 7      | Șoimii Sibiu       | 12   | 1  | 2 | 9 | 07 : 37    | −30      | 4   |

### Groep 2
| Plaats | Team                      | Wed. | W | G | V  | Doelpunten | Verschil | Ptn |
| ------ | ------------------------- | ---- | - | - | -- | ---------- | -------- | --- |
| 1      | Universitatea Cluj        | 12   | 8 | 2 | 2  | 24 : 15    | +09      | 18  |
| 2      | CAO Oradea                | 12   | 8 | 1 | 3  | 30 : 17    | +13      | 17  |
| 3      | Unirea Tricolor Boekarest | 12   | 7 | 2 | 3  | 31 : 21    | +10      | 16  |
| 4      | Venus Boekarest           | 12   | 6 | 4 | 2  | 34 : 17    | +17      | 16  |
| 5      | AMEF Arad                 | 12   | 4 | 0 | 8  | 17 : 35    | −18      | 8   |
| 6      | RGM Timișoara             | 12   | 3 | 2 | 7  | 17 : 27    | −10      | 8   |
| 7      | Brașovia Brașov           | 12   | 0 | 1 | 11 | 10 : 31    | −21      | 1   |

### Finale
| Team 1             | – | Team 2             | Heen      | Terug |
| ------------------ | - | ------------------ | --------- | ----- |
| Ripensia Timișoara | – | Universitatea Cluj | 5:3 (3:2) | 0:0   |

### Topschutters
| Naam               | Club               | Goals |
| ------------------ | ------------------ | ----- |
| Ștefan Dobay       | Ripensia Timișoara | 16    |
| Petea Vâlcov       | Venus Boekarest    | 13    |
| Vasile Chiroiu     | CFR Boekarest      | 12    |
| Elemer Kocsis      | CAO Oradea         | 11    |
| Ladislau Raffinsky | Ripensia Timișoara | 11    |

RGM Timișoara trok zich terug voor het volgend seizoen, Mureșul Târgu-Mureș, Juventus Bukarest en Chinezul Timișoara kwamen erbij.